# 101. вечити дерби у фудбалу
101. вечити дерби у фудбалу је фудбалска утакмица одиграна у Београду 16. септембра 1995. године, између Црвене звезде и Партизана. Утакмица се завршила резултатом 0 : 1 (0 : 0) за Партизан.